# Alto voltaje (álbum de 6 Voltios)
Alto voltaje es el nombre del que es hasta la fecha el último álbum de estudio de la banda peruana 6 Voltios.

## Lista de canciones
1. Para tu cabeza
2. Espacios vacíos
3. Seguiré igual
4. Eskyzo
5. Si tú te vas
6. Otro lugar
7. Blankita
8. Caminos espinosos
9. Esperando
10. Esa razón
11. Mejores días
12. Estático
13. Días amargos